# Rio Cinco Voltas
O rio Cinco Voltas é um curso de água que banha o estado do Paraná. 